# 十六茶
十六茶（じゅうろくちゃ）は、アサヒ飲料が販売しているブレンド茶飲料。その名の通り、16種類の素材を使っている。ノンカフェイン飲料で、登録商標（第2028386号ほか）。
元々はシャンソン化粧品が開発して1985年に発売し、1993年からは現在のアサヒ飲料との提携により、缶・ペットボトル入りの飲料として全国的に販売され、ヒット商品となった。2023年に発売30周年を迎えた。

## 歴史
- 1985年 - シャンソン化粧品がティーバッグタイプの「十六茶」発売。
- 1993年 - アサヒビール飲料（当時）がドリンクタイプの「十六茶」発売。当時はかつてのお茶関連ブランド「お茶どうぞ」の一製品「お茶どうぞ 十六茶」として発売。サイズは245g缶と340g缶の2サイズ。
- 1994年 - 200ml紙パックと1.5Lペットボトルを追加発売。
- 1996年 - 480g缶、500mlペットボトル、2Lペットボトルを追加発売。
- 1997年 - 発売5周年を機に「お茶どうぞ」から独立ブランド化し、リニューアル発売。
- 1999年 - パッケージリニューアル。
- 2000年 - 初の全面刷新。黒豆、ゴマ、紅茶、キダチアロエ、アシタバを新たに採用。
- 2001年2月 - 新抽出製法を採用しリニューアル。
- 2002年2月 - 発売10周年の節目に発芽玄米を新たに採用し、全面刷新。
- 2003年
  - 1月 - 配合素材を大幅に見直し、「新撰 十六茶」としてリニューアル。
  - 11月 - 「香るボトル」シリーズの一つとして、275gボトル缶を追加発売。
- 2004年
  - 1月 - 配合素材の一部変更と季節ごとに配合比率を変える「四季ブレンド」を採用し、リニューアル。商品名を再び「十六茶」に戻す。
  - 6月 - 食物繊維をプラス配合した「食物せんいプラス十六茶」を発売。
  - 9月 - ホット専用商品「じっくり焙煎十六茶」発売。翌月には「強火焙煎十六茶」を発売。
- 2005年
  - 2月 - ノンカフェインのブレンド茶として位置づけ、全面刷新。ハトムギエキスを新たに加え、黒豆を増量。
  - 5月 - 「食物せんいプロジェクト[注釈 1]」の一環として、「食物繊維力十六茶」発売。
  - 10月 - ホット専用275mlペットボトルを季節限定発売。
- 2006年
  - 2月 - "美味しくて、健康的"をコンセプトにリニューアル。同時に食物繊維を配合した特定保健用食品「食事と一緒に十六茶」を発売。
  - 5月 - 健康豆をブレンドした「豆力十六茶」を発売。
  - 10月 - ホット専用製品「しっかり香ばしい十六茶」発売。
- 2007年
  - 2月 - "厳選素材のグットバランス"と位置づけリニューアル。新たにビワの葉を採用。
  - 10月 - ホット専用製品「ホットでおいしい十六茶」発売。
- 2008年
  - 2月 - "おいしい健康茶"に位置づけリニューアル。同時に「食事と一緒に十六茶」をリニューアル発売。また、アサヒビール（現・アサヒグループホールディングス）傘下の和光堂からも「赤ちゃんの十六茶」、「こどもブレンド十六茶」を発売。
  - 5月 - プレミアム十六茶「贅沢ブレンド十六茶 黒五穀」を発売。
  - 8月 - 7種類の豆類を使用したプレミアム十六茶第2弾「贅沢ブレンド十六茶 七福豆」を発売。
  - 9月 - ホット専用製品「ホットでおいしい十六茶」をリニューアル発売。
- 2009年
  - 3月 - "カラダにおはよう 十六茶"のキャッチフレーズの元、朝から水分補給できるブレンド茶としてリニューアル発売。
  - 8月 - トウモロコシを1本分の食物繊維が入った「十六茶 とうもろこしブレンド」を発売。
  - 9月 - ホット専用製品「ホットでおいしい十六茶」を再リニューアル発売。
- 2010年
  - 2月 - 「十六茶」「食事と一緒に十六茶」を同時にリニューアル発売。
  - 6月 - 16素材の内の8素材を日本国内の厳選素材に限定し、ごはんと相性の良い素材をブレンドした「ご飯がすすむ十六茶」を発売
  - 9月 - プーアル茶、烏龍茶、緑茶を中心に健康素材をブレンドする減肥茶の発想を元に、16種類の和漢素材をブレンドした「減肥ブレンド 十六茶」を発売。28日には健康素材を1.5倍使用したホット専用「濃厚ブレンド十六茶」を発売。
  - 11月 - 「十六茶」をベースにミルクで仕立てたホット専用「ラテブレンド 十六茶」を発売。
- 2011年
  - 2月 - 「十六茶」をリニューアル発売。16種類の素材を見直し、焙煎も素材ごとに調整された。また、従来の490mlペットボトルは新形状の「ハンディエコボトル」を採用し、500mlペットボトルとして4年ぶりに復活した（500mlペットボトルは490mlペットボトル設定後も自動販売機専用サイズとして展開していたが、500mlペットボトルの形状変更に伴い、統一化）。
  - 9月 - 発芽させてからローストした、ほのかに甘い風味を持つ「クリスタル麦芽」を新たに採用した「ホット専用 金の十六茶」を発売。
  - 11月 - 1日に「十六茶」と同じ素材を使用し、ミルクを加えたカフェインゼロ設計のホット専用ミルクティー「十六茶 こんがり焙煎ミルクティー」を発売。22日にはシャンソン化粧品とコンセプト立案段階から情報交換を行い、ショウガ等の和漢16素材をブレンドした女性向けのブレンド茶「ダイエットブレンド十六茶」を発売（本品はカフェインを含有する）。
- 2012年
  - 2月
    - 「十六茶」をリニューアル発売。柿の葉、稗に代わり、発芽玄米と椎茸を加えた。また、新サイズとして20%増量の600mlペットボトル（店頭販売のみ）が追加された（500mlペットボトルも主に自動販売機向けとして併売）。
    - 「食事と一緒に十六茶」は装いも新たに「十六茶プラス」として発売。

  - 4月 - 16種類の健康素材を全て黒色の素材で厳選し、プーアル茶や紅茶由来のポリフェノールを含有する小容量サイズ（275mlペットボトル）のブレンド茶「プレミアム黒十六茶」を発売。
  - 5月 - シャンソン化粧品との共同開発製品第2弾として、和漢16素材をブレンドした「美スタイル十六茶」を発売。
  - 9月 - こんがりと焙煎した大麦「オルゾ」をブレンドしたホット専用「こんがり焙煎十六茶」を発売。
- 2013年
  - 2月 - 
    - 「十六茶」をリニューアル発売。従来のアマチャヅルに替わり、カワラケツメイを使用するとともに、純水仕立てとした。また、サイズラインナップが見直され、自動販売機向けサイズの500mlペットボトルを廃止する替わりに、350mlペットボトルを新設した。
    - 「食事と一緒に十六茶」を1年ぶりに再発売。

  - 3月 - 「美スタイル十六茶」をリニューアル発売。パッケージデザインを変更し、「十六茶」とデザイン基調を統一した。
  - 5月 - 「黒十六茶」を発売。前年に発売された「プレミアム黒十六茶」の実質的な後継製品で、素材は「プレミアム十六茶」とほぼ同一である。また、内容量が380gに増量となり、ボトル缶に変更した。
  - 9月 -
    - 「十六茶」600mlペットボトルを期間限定で「ご当地キャラクターラベル」に差し替え。
    - 2013年仕様で新たに加えたカワラケツメイの焙煎度を強めてより多めにブレンドしたホット専用「焙煎十六茶」を発売。新たな試みとして、従来からある275mlに加え、手売り販売向けに350mlを新設し、2サイズ展開となった。
- 2014年
  - 2月 - 「十六茶」をリニューアル発売。従来のあわ、きびに替わり、大麦若葉と仙草に差し替えた。
  - 4月 - 「食事と一緒に十六茶」を刷新し、血中中性脂肪の上昇を穏やかにする効果を加えた「食事と一緒に十六茶W（ダブル）」を発売。サイズラインナップも一部変更し、250ml入りを従来のペットボトルから紙パックに変更し、新容量として500mlペットボトルを新設した。
  - 6月 - 「十六茶」555mlペットボトル（自動販売機用）・600mlペットボトル・2Lペットボトルを期間限定で「ご当地キャラクターラベル」に差し替え。
  - 9月 -
    - 16日にホット専用「焙煎十六茶」をリニューアルし、「ご当地キャラクターラベル」仕様で発売（「ご当地キャラクターラベル」仕様は期間限定で、終了次第、通常仕様に切替）。30日にはアサヒグループ独自の健康素材であるりんごポリフェノール（未熟果のリンゴから抽出・精製したプロシアニジンが主成分）とビタミンEを配合した小容量サイズ（350mlペットボトル）のブレンド茶「美的習慣十六茶」を発売。
    - 「食事と一緒に十六茶W」をパッケージリニューアル。日本人間ドック健診協会推薦マークを新たに記載し、500mlペットボトルは側面に目盛を付けた。
- 2015年
  - 2月 - 「十六茶」をリニューアル発売。従来の仙草に替わり、ナツメに差し替えた。
  - 9月 -
    - 「食事と一緒に十六茶W」をリニューアル発売。ウーロン茶葉と緑茶葉からカフェインを取り除いたデカフェ茶葉を使用することで、カフェインをゼロ化。また、500mlペットボトルは円筒のスリム形状に変更し、新たに1Lペットボトルを追加して4容量となった。
    - ホット専用「焙煎十六茶」を刷新した「あたたまる十六茶」を発売。通常の「十六茶」に比べて発芽大麦、玄米、発芽玄米を増量した専用ブレンドを採用した。
- 2016年
  - 2月 - 「十六茶」をリニューアル発売。従来の椎茸、グァバ葉に替わり、たんぽぽの根とひまわりの種に差し替え。また、今まで設定されていた480g缶が廃止となり9容量となった。
  - 4月 - 「食事と一緒に十六茶W」をリニューアル発売。パッケージデザインを変更したマイナーチェンジ程度だが、新たに、自動販売機向けに250mlペットボトルを新設して5容量となった。
  - 6月 - 
    - 7日に全国を7地域に分けて、その地域で採れた素材をブレンドした初の地域限定製品「ご当地素材ブレンド」を数量限定で発売。
      - 「北海道」は発芽玄米と大麦若葉に代わって、緑茶と大納言小豆（北海道産）を使用し、とうもろこしも北海道産を使用。エリアカラーは青紫。
      - 「東北」は発芽玄米・桑の葉・大麦若葉に代わって、ごぼう（青森県産）・緑茶・しいたけ（岩手県産）を使用。エリアカラーは黄色。
      - 「関東・甲信越」は発芽玄米・桑の葉・大麦若葉に代わって、ゆずの皮（山梨県産）・緑茶・キヌヒカリ米（神奈川県産、炒り米）を使用。エリアカラーは青色。
      - 「中部・北陸」は玄米に代わって、あいちのかおり米（愛知県産、炒り米）を使用。エリアカラーは赤色。
      - 「関西」は大麦若葉に代わって緑茶を使用し、黒豆に丹波の黒豆（兵庫県産）を使用。エリアカラーはオレンジ色。
      - 「中国・四国」は発芽玄米・桑の葉・大麦若葉に代わって、オリーブの葉（香川県産）・緑茶・ゆずの皮（高知県産）を使用。エリアカラーはエメラルドグリーン色。
      - 「九州・沖縄」は発芽玄米・桑の葉・大麦若葉に代わって、さつまいも（熊本県産）・緑茶・黒米（福岡県産）を使用。エリアカラーはピンク色。
        - なお、「中部・北陸」と「関西」を除く「ご当地素材ブレンド」に使用されている緑茶は、「食事と一緒に十六茶W」と同じデカフェ茶葉を使用している。

    - 21日にコンビニエンスストア限定の660ml増量ボトルを発売。

  - 9月 - ホット専用「あったまる十六茶」をリニューアル。通常の「十六茶」に含まれている桑の葉・大麦若葉に代わり、霊芝・ミカンの皮の温素材をブレンドした。
- 2017年
  - 2月 - 「十六茶」をリニューアル。従来のヒマワリの種と大麦若葉に替わり、エゴマの葉とゆりねに差し替えた。
  - 4月 - 
    - 11日に自動販売機限定の430mlペットボトルを追加発売。
    - 25日に「食事と一緒に十六茶W」をリニューアル。パッケージデザインの変更のみだが、従来の250mlペットボトルに替わり、350mlペットボトルの「350」を追加。「350」は他のサイズとは仕様が異なり、食物繊維（難消化性デキストリン）の含有量が他の容量品の1g/50mlから、1g/70mlに変更されており、1日の摂取目安量が食事の際に1日1回1本となる。

  - 5月 - 2016年6月に発売した地域限定製品「ご当地素材ブレンド」をリニューアルし、数量限定で再発売。
    - 「北海道」は桑の葉に代わって、大納言小豆（北海道産）を使用し、とうもろこしも北海道産を使用。とうもろこしの量を2016年6月発売品に比べて1.5倍に増やした。
    - 「東北」は玄米・発芽玄米に代わって、ごぼう（青森県産）を使用し、2016年6月発売品のしいたけに替わって新たにササニシキ（宮城県産、炒り米）も使用した。
    - 「関東・甲信越」は玄米・桑の葉に代わって、ゆずの皮（山梨県産）・キヌヒカリ（神奈川県産、炒り米）を使用し、炒り米にはコシヒカリ（新潟県産）も新たにブレンドした。
    - 「中部・北陸」は発芽玄米に代わって、新たにみかんの皮（静岡県産）を使用。また、あいちのかおり（愛知県産）の炒り方に工夫を加え、玄米として使用した。
    - 「関西」は玄米に代わって、新たにゆめおうみ（滋賀県産）を使用し、黒豆に丹波の黒豆（兵庫県産）を使用した。
    - 「中国・四国」は発芽玄米・桑の葉に代わって、オリーブの葉（香川県産）を使用し、2016年6月発売品のゆずの皮に替わって新たにレモンの皮（広島県産）も使用した。
    - 「九州・沖縄」は発芽玄米・桑の葉に代わって、さつまいも（熊本県産）を使用し、2016年6月発売品の黒米に替わって新たにしいたけ（大分県産）も使用した。
    - 併せて、「味めぐり4本アソートパック」も設定され、北海道、東北、関東・甲信越、中部・北陸をセットにした「東日本素材」と、関西、中国・四国、九州・沖縄と通常品の「十六茶」をセットにした「西日本素材」の2種類があり、このアソートパックは全国発売される。

  - 9月 - ホット専用「あったまる十六茶」をリニューアル。通常の「十六茶」に含まれている桑の葉と昆布に代わって温素材を使用しているが、使用する温素材がゆずの皮と小豆に変更された。
- 2018年
  - 2月 - 季節限定品「濃いめの十六茶」発売（6日）[2]。
  - 4月 - 「深煎り焙煎十六茶」を発売（275mlペットボトルのみの設定）。
  - 5月 - 「十六茶」をリニューアル発売。従来の発芽玄米とゆりねをあわときびに差し替えた。また、サイズラインナップが変更となり、従来設定されていた350mlペットボトルを廃止するとともに、従来の430mlペットボトルが500mlに増量され、630mlペットボトルが新設された。
  - 7月 - 季節限定品「熱中対策 十六茶」を発売。通常の「十六茶」に含まれている黒豆と桑の葉に代わって枝豆とゆずの葉をブレンドし、食塩を加えたものである。
  - 9月
    - 機能性表示食品「からだ十六茶」を発売。
    - ホット専用「あったまる十六茶」をリニューアル。中身の変更に加え、従来の350ml加温ペットボトルは500mlに増量された。

  - 10月 - 季節限定品「渇きにしみる 十六茶」を発売。通常の「十六茶」に含まれているたんぽぽの根、エゴマの葉、桑の葉に代わってゆずの皮、みかんの皮、カリンをブレンドしたものである。
  - 12月 - 季節限定品「じんわりほっとする 十六茶」を発売。通常の「十六茶」に含まれているエゴマの葉に代わってしょうがをブレンドしたものである。
- 2019年
  - 2月 - 「十六茶」をリニューアル発売。従来の黒豆、桑の葉、昆布を小豆、ごぼう、みかんの皮に差し替え、アレルギー特定原材料等27品目不使用設計となった（以降に発売されるシリーズ品も同様となる）。また、ECサイトや生活協同組合向けに、原材料名などの法定表示を外装段ボールに、個々の製品への記載に必要なリサイクル識別表示マークなどをボトル上部に貼り付けたタックシールで対応することでラベルを省いたラベルレスボトル 630mlPETも同時発売された（ラベルレスボトルは24本入りで、ケース販売専用となる。その為、段ボールには「お店で開封しないでください」の表示がある）。
  - 3月 - 季節限定品「濃いめの十六茶」をリニューアルの上、再発売。内容量が30ml増量して630ml入りとなった。
  - 6月 - 期間限定品「熱中対策 十六茶」をリニューアルの上、再発売。ハトムギの量が増量された。
  - 9月
    - ホット専用「あったまる十六茶」をリニューアル。新たにしょうがをブレンド。内容量は500ml加温ペットボトルのみの設定となる。
    - 機能性表示食品「からだ十六茶」を「からだ十六茶α」へ改名しリニューアル。中身の原料の見直し、調整により味わいが改良された。
    - 「十六茶 ほうじ茶」を発売。通常の「十六茶」に含まれているカワラケツメイを緑茶に変え、デカフェ処理することで「十六茶」同様カフェインゼロを実現している。
- 2020年
  - 2月 - 「十六茶」をリニューアル発売。みかんの皮をゆずの皮に差し替えるとともに、ハトムギ・大麦・ハブ茶の配合と焙煎が見直された。また、今まで設定されていた340g缶が廃止された。
  - 3月 - サブシリーズとなる「十六茶プラス」の展開を開始し、第1弾として機能性表示食品「十六茶プラス 3つのはたらき」を発売。
  - 4月 - 「十六茶麦茶」を発売。手売り用は660mlPETと2LPETを設定し、自動販売機用の600mlPETやケース販売限定のラベルレスボトル（660mlPET）も設定される。なお、本品の発売に伴い、カゴメからブランドを承継し販売されていた「六条麦茶」が一度製造終了となる[注釈 2]。
  - 9月
    - 「十六茶 ジャスミン」を発売。通常の「十六茶」に含まれているカワラケツメイをジャスミン茶に変え、デカフェ処理することで「十六茶」同様カフェインゼロを実現している。内容量は当初、275mlPETのみであった。
    - 「十六茶プラス」の第2弾として、L-テアニンを配合した機能性表示食品「十六茶プラス やすらぎブレンド」を発売。
    - ホット専用「あったまる十六茶」をリニューアル。しょうがの配合量を増やし、味わいも改良された。

  - 10月 - 「十六茶 ジャスミン」に手売り用の630mlPETを追加発売。
- 2021年
  - 3月 - 「十六茶」・「十六茶麦茶」をリニューアル発売。「十六茶」はハトムギを乳酸菌で発酵させたハトムギ発酵エキスを加え、高温抽出製法を採用。「十六茶麦茶」は大麦を乳酸菌で発酵させた大麦発酵エキスを加え、焙煎度合いとブレンド比率が改良された。また、2製品共にペットボトルの一部サイズにPET再生樹脂やバイオ素材樹脂を用いた「ネイチャーボトル」が採用され、ラベルにバイオマスインキを使用。「十六茶」のペットボトル製品は賞味期限を9ヶ月から12ヶ月（1年）に延ばしてロングライフ化された。
  - 4月 - 「十六茶プラス 3つのはたらき」をリニューアル発売。パッケージデザインを変更するとともに、630ml（3つのはたらき630）には「十六茶」・「十六茶麦茶」同様に「ネイチャーボトル」とバイオマスインキ使用ラベルが採用された。
  - 6月 - 「十六茶 旬素材ブレンド」を発売。通常の「十六茶」に含まれているとうもろこしを北海道産とするとともに、ハトムギ発酵エキスを省き、カワラケツメイ・あわ・エゴマの葉に代わってかぼちゃ・昆布・にんじんを加えた夏向けのブレンドとなっている。
  - 9月 
    - 「ぎゅっと濃い十六茶」を発売。茶葉の使用量を「十六茶」の1.5倍量に増やし、微粉砕された大麦も加えた濃いタイプ。
    - ホット専用「十六茶 ほっと温まる」を発売。通常の「十六茶」に含まれているカワラケツメイをミカンの皮に変えたホット専用ブレンドにとうもろこしなど由来の食物繊維を配合し、イソマルトデキストリンを機能性関与成分として含有する機能性表示食品となる。

  - 10月 - 「十六茶温麦茶」を発売。既存の「十六茶麦茶」のホット（加温器販売）専用仕様で、小容量の275mlペットボトルでの展開となる。
- 2022年
  - 3月 - 「十六茶」・「十六茶麦茶」をリニューアル発売。
  - 4月 - 機能性表示食品「十六茶 糖と脂肪にはたらく」を発売。
  - 6月 - 630mlペットボトルのラベルをタックシールに変えた「十六茶 シンプルecoラベル」と、びわの葉・ゆずの皮に代わってかぼちゃ・キャベツを加えた夏向けのブレンドに食塩も加えた「十六茶ミネラル」を発売。
  - 9月 - 6日に「ぎゅっと濃い十六茶」をリニューアルして再発売。素材の見直しや深煎り焙煎素材の配合量を増やした。同じ日に十六茶の630mlペットボトルと2Lペットボトルが秋冬ブレンドに切替。13日にホット専用「あったかさ続く十六茶」を発売。柿の葉に代わってエゴマの葉を加え、深煎り大麦の使用量を増やすとともに、中身を冷めにくくするため、不織布素材を使用した保温ラベルとした。
- 2023年
  - 3月 - 「十六茶」・「十六茶麦茶」をリニューアル発売。「十六茶」は素材と製法の組み合わせが見直され、味わいを改良。「十六茶麦茶」はパッケージデザインが変更された。
  - 5月 - 発売30周年記念製品「金のブレンド」を限定発売。
  - 7月 - 660mlPETをベースに通常のラベルからタックシールに変更した「シンプルecoラベル」をセブン-イレブン限定で発売。なお、1週間後には既存の630mlPETの「シンプルecoラベル」がリニューアルされた。
  - 9月 - 機能性表示食品「十六茶と3種のいいこと」を発売、ホット専用「あったかさ続く十六茶」をリニューアルの上で再発売。玄米を発芽玄米に変えるとともに温素材が2022年発売品に比べて増量された。
  - 10月 - 「香るブレンドハーブティー by十六茶」を発売。通常の「十六茶」に含まれているハブ茶とトウモロコシを省く代わりにルイボスとレモングラスを加えてブレンドハーブティーにしたもの。

## パッケージの表示

### 原材料名
1. ハトムギ
2. 大麦
3. ハブ茶
4. 発芽大麦
5. とうもろこし
6. 玄米
7. たんぽぽの根
8. びわの葉
9. カワラケツメイ
10. ごぼう
11. あわ
12. きび
13. 小豆
14. エゴマの葉
15. ナツメ
16. ゆずの皮

### 栄養成分表示(100g(ml)あたり)
- エネルギー:0キロカロリー
- たんぱく質:0グラム
- 脂質:0グラム
- 炭水化物:0グラム
- 食塩相当量:0.02グラム
- カリウム:1.3-6.6ミリグラム
- カルシウム:0.10-0.55ミリグラム
- マグネシウム:0.05-0.44ミリグラム
- カフェイン:0ミリグラム

十六茶630ミリリットルペットボトル内成分表示より

## CM

### イメージキャラクター

#### 現在
- 新垣結衣（2009年3月から）
- 中村倫也（2021年3月から）[4]
- 小林聡美（1993年の発売開始時に担当。その後2003年、2023年と3回に渡って起用されている）

#### 過去
- 稲森いずみ
- 上原浩治
- 田畑智子
- 石井正則
- 藤原紀香
- 市川実日子
- 森迫永依
- 安住紳一郎
- 坂下千里子
- 天海祐希
- 池田大輔
- KinKi Kids （2007年2月 - 2009年2月）
- 浅見れいな（2019年2月 - 2021年2月）[5]

### CMソング
- そよ風の誘惑（1999年・歌 オリビア・ニュートン＝ジョン）
- 笑って・眠って・十六茶（2000年）
- いいこといっぱい・十六茶・お茶（2002年・歌 上原浩治）
- 草原の輝き2005（2005年・歌 アグネス・チャン）
- ポケットいっぱいの秘密2005（2005年・歌 アグネス・チャン）
- BRAND NEW SONG（2007年・歌 KinKi Kids CM用に一部歌詞が変更されたもの）
- Fu Fu Fu（2008年・歌 KinKi Kids）
- センチメンタル・ジャーニーの替え歌（2010年・歌 新垣結衣）
- ツッパリHigh School Rock'n Roll (登校編)の替え歌（2011年・歌 新垣結衣）
- KISS KISS BANG BANG（2012年・ 歌 いきものがかり）
- YOUNG MAN (Y.M.C.A.)の替え歌（2013年・歌 新垣結衣）
- LOVEマシーンの替え歌（2014年・歌 新垣結衣）
- Diamondsの替え歌（2016年・歌 新垣結衣）[6]
- やさしさに包まれたなら（2019年・歌 松任谷由実）[5]
- Ja-nayのカバー（2020年・歌 橋本絵莉子）
- ワイワイワールドの替え歌（2025年・歌 ano）[7]